# Palacio de Cesvaine
El Palacio de Cesvaine (en letón: Cesvaines pils; en alemán: Schloss Seßwegen) es un castillo de estilo historicista ubicado en la localidad de Cesvaine (Letonia) a 18 kilómetros de la ciudad de Madona. Hasta 1919 la localidad era conocida con el nombre alemán de Seßwegen.

## Historia
El castillo de estilo anglo-alemán fue construido entre 1890 y 1896 por el barón Adolf Emil von Wulf (1840-1910), descendiente de una familia noble alemana del Báltico, justo al lado de las ruinas del castillo construido por los obispos de la Orden Livonia. La zona formaba parte de la gobernación de Livonia del Imperio Ruso. El arquitecto berlinés Hans Grisebach (1848-1904) se inspiró, con la colaboración de August Dinklage (1849-1920), no sólo en el renacimiento alemán, sino también en elementos de la época Tudor y del gótico inglés, con torretas, balcones, ventanas geminadas y alcanzando su punto máximo en tejados y fachadas a la inglesa. El romanticismo inglés estaba de moda a mediados del siglo XIX en Alemania y Rusia, pero aun así, era inusual en Livonia, donde la nobleza local prefería mansiones neoclásicas.
La arquitectura de piedra y granito pulido conecta bien con el parque de estilo inglés de 33 hectáreas y donde se encuentra todo el confort de la época. El castillo sufrió la revolución rusa, la guerra civil que la siguió -a comienzos de las cuales los propietarios fueron desalojados- y el conflicto entre la URSS y la Alemania nazi. Tanto el edificio como el interior del mismo lograron ser preservados durante estos conflictos y bajo el dominio soviético.
En el interior el tema principal era la caza, con una estatua de Diana, muchos trofeos de caza, y una decoración floral de tipo Jugendstil. La carpintería y la escalera de honor, también de madera, son notables. Sin embargo, un grave incendio en 2002 destruyó gran parte del castillo que se está restaurando. La finca también incluye, establos y antiguas casas de campo.
El castillo aloja un museo histórico y una escuela de secundaria de 500 estudiantes de la zona.